# Plectosphaera microsticta
Plectosphaera microsticta är en svampart som först beskrevs av Mordecai Cubitt Cooke, och fick sitt nu gällande namn av Arx & E. Müll. 1954. Plectosphaera microsticta ingår i släktet Plectosphaera och familjen Phyllachoraceae.   Inga underarter finns listade i Catalogue of Life.